# Pseudocossus boisduvalii
Pseudocossus boisduvalii is een vlinder uit de familie houtboorders (Cossidae). De wetenschappelijke naam van deze soort is voor het eerst geldig gepubliceerd in 1955 door Viette.
De soort komt voor in tropisch Afrika.